# سیارک ۲۵۸۹۰
سیارک ۲۵۸۹۰ (به انگلیسی: 25890 Louisburg، نامگذاری:2000VG38) بیست و پنج هزار و هشتصد و نودمین سیارک کشف شده‌است که در ۳ نوامبر ۲۰۰۰ کشف شد.
قدر مطلق سیارک برابر ۲۹.۵ است.